# Bondepige med slør
Bondepige med slør er en nordisk dessert bestående af revet rugbrød, der er ristet i smør og sukker og herefter fordelt lagvis med syltetøj eller æblemos. Bondepige anrettes i glas eller skål og dækkes med flødeskum, pyntet med enten revet chokolade, mandler eller jordbær.
Desserten findes i forskellige variationer i Danmark, Norge og Sverige. I Tyskland findes desserten også under navnet Verschleiertes Bauernmädchen (standardtysk) eller Buerndeern mit Sleier (nedertysk).